# Guido da Vigevano

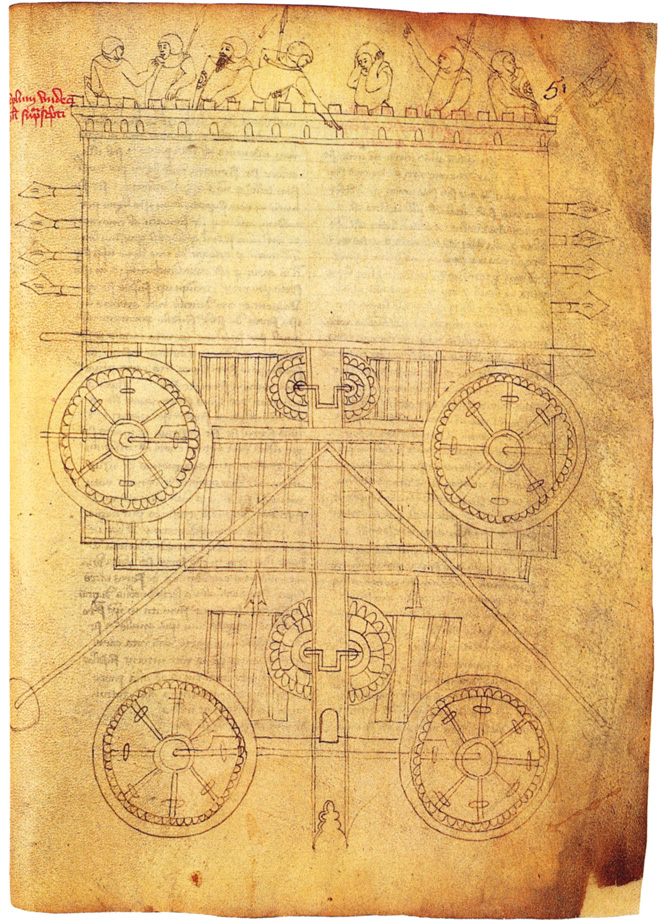
Guido da Vigevanos Skizze des Kurbelwagens, Bibliothèque nationale de France, Paris, Ms. latin 11015, f. 51r

Guido da Vigevano (* um 1280 in Pavia; † um 1350, vermutlich in Paris) war ein italienischer Arzt und Erfinder.
Guido da Vigevano studierte wahrscheinlich in Bologna Medizin. Er praktizierte als Arzt in Pavia und war von 1310 bis 1313 Leibarzt von Kaiser Heinrich VII. und anschließend von Maria von Luxemburg, der Ehefrau des französischen Königs Karl IV. Danach wurde er von 1335 bis 1349 Leibarzt von Königin Johanna von Frankreich (Jeanne de Bourgogne), der Gattin König Philipps VI. von Frankreich. Er erstellte erste Präparier- und Sektionsanleitungen für Unterrichtszwecke. Für einen anstehenden Kreuzzug des Königs verfasste er ein Traktat, das im ersten Teil medizinische Ratschläge, im zweiten Teil Konstruktionszeichnungen von Kriegsgerät enthält, darunter gepanzerte Streitwagen, kurbel- und windgetriebene Wagen und Belagerungsmaschinen. In den Zeichnungen gibt es noch keine geometrisch konstruierte Perspektive.

## Werk
- Texaurus regis Francie acquisicionis Terre sancte de ultra mare necnon sanitatis corporis eius et vite ipsius prolongacionis ac etiam cum custodia propter venenum, Paris, BNF, Ms. latin 11015